# Dollaro zimbabwese
Il dollaro è stata la valuta ufficiale dello Zimbabwe, fino al 12 aprile 2009, quando a causa dell'imponente inflazione, la dollarizzazione ha portato ad utilizzare esclusivamente altre valute al suo posto per le transazioni nel paese. Il dollaro zimbabwese era suddiviso in 100 cent. Normalmente veniva abbreviato con il simbolo del dollaro "$" o, in alternativa, con "Z$" per distinguerlo da altre valute chiamate dollaro. Pur essendo tra le valute più pregiate al momento dell'introduzione nel 1980, nel 2009 era la più inflazionata al mondo.

## Storia
Il dollaro zimbabwese e il suo predecessore, il dollaro rhodesiano, non erano veri dollari, poiché non erano discendenti diretti del real da 8 spagnolo, come nel caso invece del dollaro statunitense, del dollaro canadese e del dollaro dei Caraibi Orientali. Il dollaro rhodesiano era essenzialmente pari a mezza sterlina britannica quando fu adottato durante la decimalizzazione del 1970; pratica che venne seguita in altri paesi del Commonwealth come Sudafrica, Australia e Nuova Zelanda. La scelta del nome fu dovuta al fatto che il ridotto valore della nuova unità di conto risultava maggiormente correlato al valore del dollaro statunitense piuttosto che a quello della sterlina britannica.

### Primo dollaro
Il dollaro zimbabwese venne introdotto nel 1980 in sostituzione del dollaro rhodesiano alla pari. Il codice ISO 4217 iniziale fu "ZWD". Al momento dell'introduzione, il dollaro aveva un valore superiore al dollaro statunitense (ZWD 0,68 = USD 1). Tuttavia il valore della valuta si è eroso molto rapidamente negli anni. Il 26 luglio 2006 il valore del dollaro al mercato parallelo è caduto ad un milione di dollari per una sterlina britannica.

### Secondo dollaro
Nell'ottobre 2005 il capo della Banca Centrale dello Zimbabwe, Gideon Gono, annunciò che "lo Zimbabwe avrebbe avuto una nuova valuta entro l'anno successivo". Furono preparate nuove monete e banconote per sostituire quelle in uso. Gono non fornì il nome della nuova valuta. Nel giugno 2006 il ministro delle finanze, David Chapfika, affermò che lo Zimbabwe doveva raggiungere la stabilità macroeconomica (cioè un'inflazione a sole due cifre) prima di poter introdurre una nuova valuta.
Il dollaro fu ridenominato il 1º agosto 2006 con un cambio di 1 secondo dollaro = 1 000 primi dollari. Il nuovo dollaro era suddiviso in 100 cent anche se, in pratica, i cent non vennero mai usati. Oltre ad emettere il nuovo dollaro, il governo lo svalutò del 60% rispetto al dollaro USA (vedi la tabella storica dei tassi di cambio più avanti), da 101 000 vecchi dollari (pari a 101 rivalutati) a 250 nuovi dollari. Il codice ISO 4217 inizialmente assegnato alla nuova valuta era "ZWN" ma, a causa dell'impossibilità della banca centrale di affrontare un cambio valutario, si decise di lasciare il vecchio "ZWD".
La campagna per la rivalutazione, che Gideon Gono denominò "Operazione Alba" (in inglese: "Operation Sunrise"), venne completata il 21 agosto 2006. Si stima che circa 10 000 miliardi di vecchi dollari (pari al 22% dell'offerta di moneta) non furono riscattati durante questo periodo.
Il 12 dicembre 2006, in un memorandum inviato alle banche e ad altre istituzioni finanziarie, Gono lasciò intendere che avrebbe definito la successiva fase delle sue riforme monetarie (denominata "Project Sunrise Two") al momento della presentazione del documento di revisione della politica monetaria, prevista per il gennaio 2007. Non fu possibile avere conferma immediata dall'ufficio di Gono se il memorandum potesse essere ritenuto un avviso alle banche riguardo al lancio della nuova valuta in gennaio. Ma l'amministratore delegato di una delle più grandi banche del paese affermò che gli operatori industriali avevano inteso dal memo del governatore che la nuova moneta sarebbe stata introdotta il mese successivo. Un nome possibile pareva essere "ivhu", che significa "terra" in lingua shona.
L'anno successivo, il 2 febbraio 2007, la banca centrale rivelò che "presto" sarebbe stato emesso un nuovo dollaro (il terzo), e diede alcuni dettagli delle nuove banconote (si veda oltre). Tuttavia, con l'inflazione che in quel momento era ancora a quattro cifre, le banconote rimasero in magazzino. Durante lo stesso mese di febbraio, la banca centrale dichiarò l'inflazione "illegale", vietando qualsiasi aumento sui prezzi di determinati beni di prima necessità tra il 1º marzo e il 30 giugno 2007. I dirigenti di alcune imprese locali furono arrestati con l'accusa di aver aumentato i prezzi dei loro prodotti. Gli economisti in generale dubitano che tali misure possano essere efficaci per eliminare il problema nel lungo periodo.
L'economista Eddie Cross affermò il 15 giugno 2007 che "Ci sono voci secondo le quali la banca centrale toglierà altri tre zeri dalla nostra valuta la prossima settimana e questo vorrebbe dire che un dollaro sarà pari a un milione dei vecchi dollari. Nel commercio e nell'industria regna il caos, e gli operatori del settore pubblico sono frenetici".
Il dollaro zimbabwese fu nuovamente svalutato il 6 settembre 2007, questa volta del 92%, per avere un cambio ufficiale di 30 000 dollari locali per un dollaro USA, sebbene il cambio al mercato nero fosse pari a 600 000 dollari locali per 1 USD.
Nel frattempo la società "WM/Reuters" introdusse una valuta nozionale (ISO ZWD) per riflettere più accuratamente i cambi del mercato nero. Infatti, da quando si era cominciata a verificare una penuria di valute estere nel paese, il cambio ufficiale era quasi impossibile da ottenere. Il metodo di calcolo era basato sulla parità di potere d'acquisto, utilizzando la doppia quotazione di alcune società nelle borse valori di Harare (ZSE) e di Londra (LSE).

### Terzo dollaro

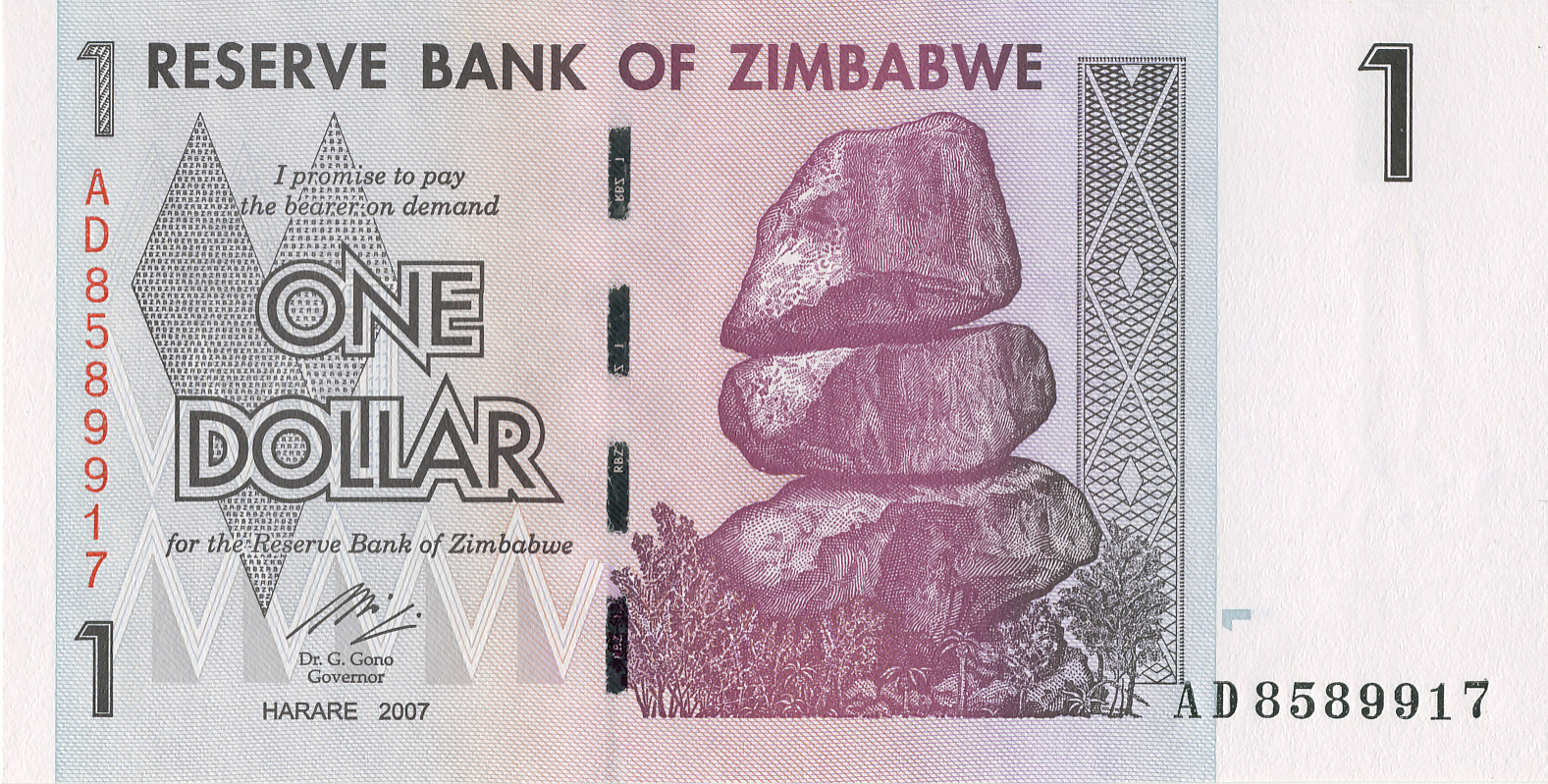
La banconota da 1 dollaro zimbabwiano del 2008.

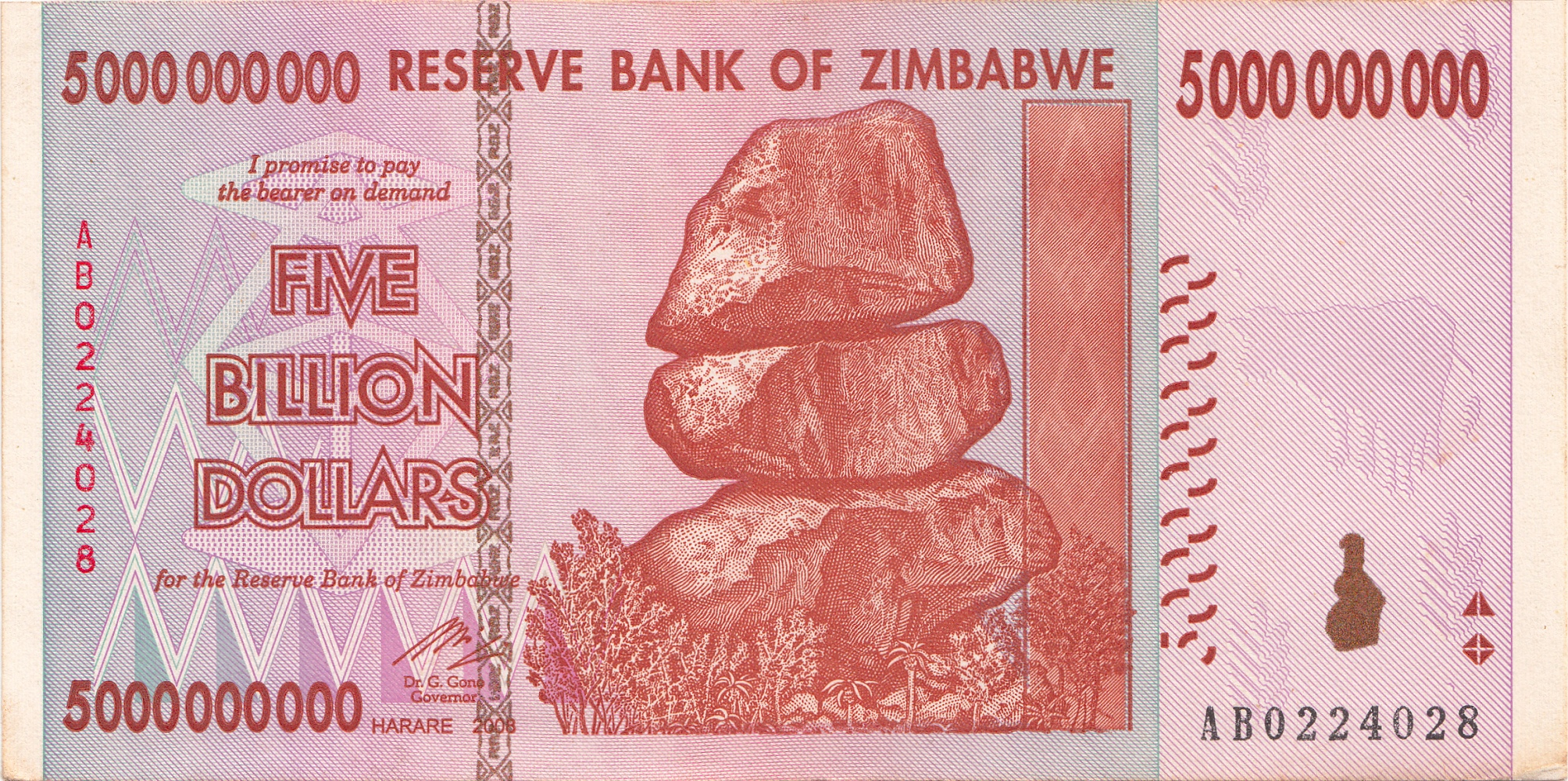
La banconota da 5 miliardi di dollari zimbabwiani.

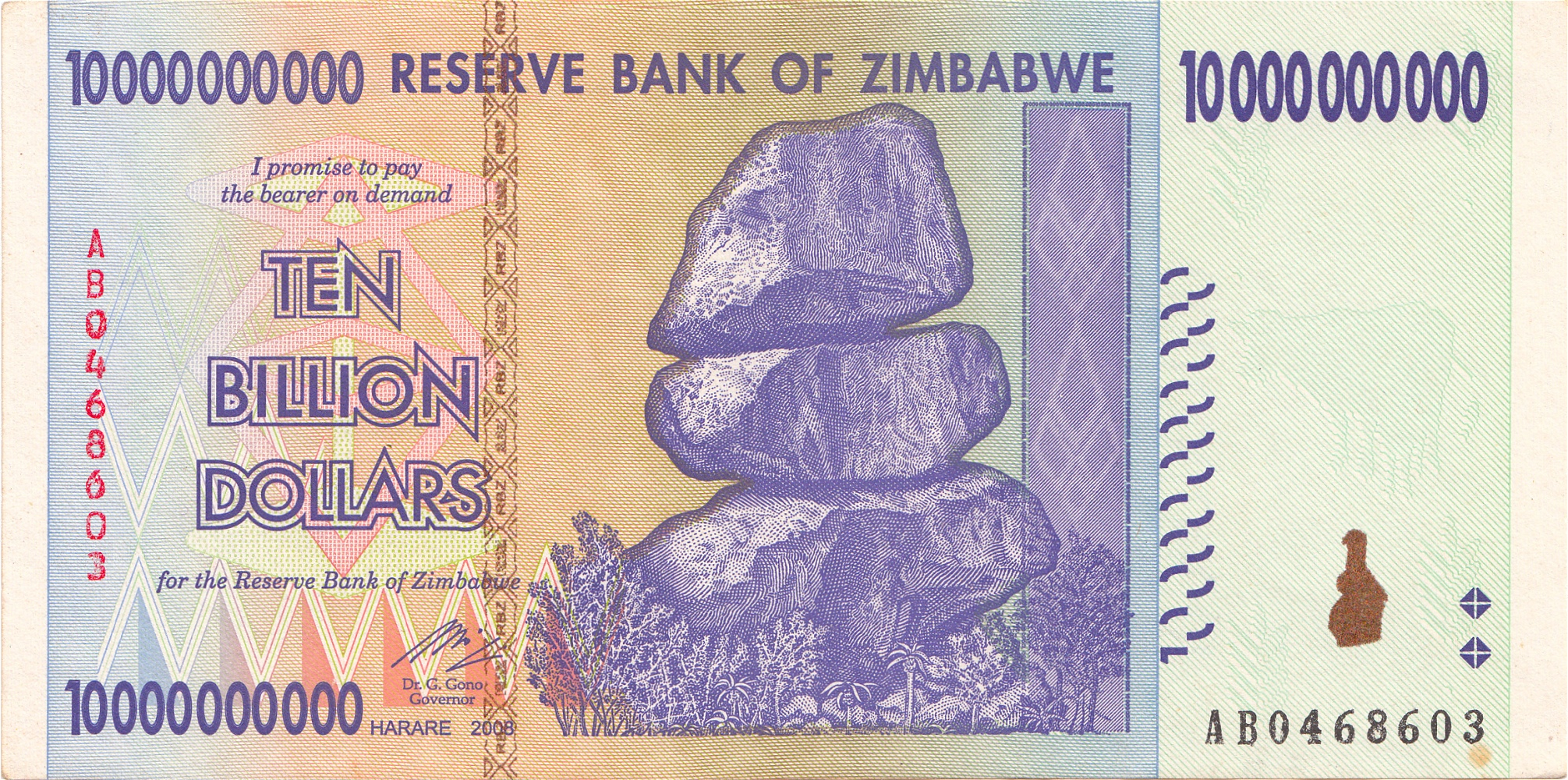
La banconota da 10 miliardi di dollari zimbabwiani.

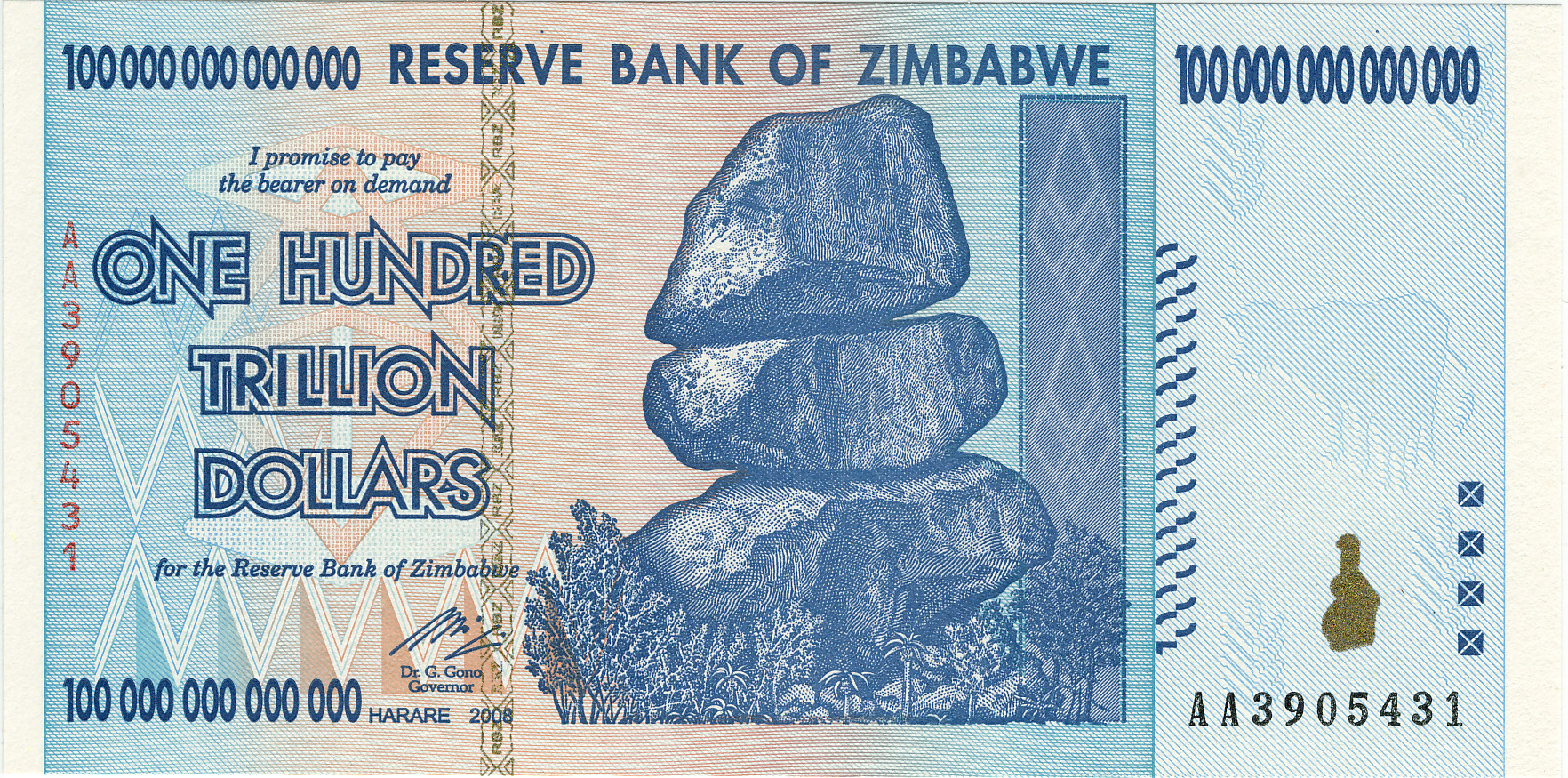
La banconota da 100.000 miliardi di dollari zimbabwiani (10^{14} Z3$), pari a 10^{27} Z1$.

Il 30 luglio 2008 il governatore della banca centrale, Gideon Gono, annunciò che il dollaro sarebbe stato ridenominato. Con effetto dal 1º agosto 2008, 10 miliardi di vecchi dollari (Z2$) sarebbero diventati 1 nuovo dollaro (Z3$); il codice ISO 4217 della nuova valuta sarebbe stato "ZWR". Il progetto prevedeva l'emissione di monete da 5, 10 e 25 dollari e banconote in tagli da 5, 10, 20, 100 e 500 dollari. Mentre all'impresa tedesca "Giesecke & Devrient" veniva revocato l'incarico di stampare la valuta zimbabwiana, sui giornali apparve la notizia che la nuova valuta era stata stampata prima che il rapporto venisse interrotto e che era stata tenuta in magazzino fino ad allora.
A causa della frequente penuria di denaro contante e della perdita di valore del dollaro, le valute estere vennero effettivamente legalizzate come valuta de facto il 13 settembre 2008, mediante un programma speciale che autorizzava ufficialmente una serie di dettaglianti ad accettare monete straniere. Questo provvedimento non fece altro che riconoscere la dollarizzazione dell'economia che nella realtà era già in corso, con molti commercianti che si rifiutavano di accettare dollari locali, pretendendo invece il pagamento con dollari USA o rand sudafricani. Nonostante la ridenominazione, la banca centrale è stata obbligata a stampare banconote di valore sempre maggiore per stare al passo con la montante inflazione, con i 10 zeri che sono riapparsi alla fine del 2008 (si veda oltre).
Dal 29 gennaio 2009 tutti gli individui e le società dello Zimbabwe sono autorizzati a condurre affari utilizzando qualsiasi valuta.

### Quarto dollaro
Il 2 febbraio 2009 la banca centrale ha annunciato l'intenzione di rimuovere dalla valuta 12 ulteriori zeri, con 1 000 000 000 000 vecchi dollari (Z3$) scambiati con 1 nuovo dollaro (Z4$). Le nuove banconote sono state introdotte con valori facciali da 1, 5, 10, 20, 50, 100 e 500 dollari. Le banconote del quarto dollaro circolano insieme a quelle del terzo, che hanno continuato ad avere corso legale fino al 30 giugno 2009. Il nuovo codice ISO è "ZWL".
Il dollaro dello Zimbabwe è ormai completamente irrilevante, essendo l'economia del paese quasi del tutto dollarizzata. Anche il servizio postale nazionale, Zimpost, è giunto a farsi pagare dai propri clienti in dollari statunitensi, anche per i francobolli denominati in dollari zimbabwiani.
Nella sua prima relazione sul budget, il ministro delle finanze, Tendai Biti, ha affermato che "la morte del dollaro zimbabwiano è una realtà con la quale dobbiamo vivere; dall'ottobre 2008 la nostra valuta nazionale è diventata moribonda".
Il 12 aprile 2009 il ministro della programmazione economica, Elton Mangoma, ha annunciato la sospensione della valuta locale "per almeno un anno", ponendo di fatto fine al quarto dollaro.

### Inflazione
L'inflazione dilagante e il collasso dell'economia hanno duramente svalutato la moneta, portando molte organizzazioni ad utilizzare al suo posto il dollaro statunitense, l'euro, la sterlina britannica, il rand sudafricano o il pula del Botswana. All'inizio del XXI secolo il paese cominciò a sperimentare l'iperinflazione. L'inflazione raggiunse il 623% nel gennaio 2004, quindi tornò a valori inferiori (seppur sempre a tre cifre) nel 2004, prima di superare il 1 000% nell'aprile 2006 e raggiungere il 1 281,1% alla fine dell'anno.
L'inflazione raggiunse un altro picco record di 3 714% (anno su anno) nell'aprile 2007. Il tasso mensile per l'aprile del 2007 era di oltre il 100%, implicando che l'inflazione avrebbe potuto presto superare tutte le previsioni, tenuto conto che il 100% mensile prolungato su 12 mesi produce un'inflazione annuale di oltre il 400 000%.
A metà anno l'inflazione per il 2007 stava frantumando ogni record, considerando che l'inflazione per il mese di maggio 2007 era stimata al 4 530% (anno su anno).
Il 21 giugno 2007, l'ambasciatore degli Stati Uniti nello Zimbabwe, Christopher Dell, affermò che l'inflazione avrebbe potuto raggiungere il livello di 1,5 milioni percento entro la fine dell'anno. Il tasso d'inflazione non ufficiale in quel momento era di oltre l'11 000%, e il cambio al mercato nero era di 400 000 dollari per una sterlina britannica.
Il 13 luglio 2007 il governo comunicò di aver temporaneamente interrotto la pubblicazione dei dati (ufficiali) relativi all'inflazione; manovra che gli osservatori sostennero mirata a distogliere l'attenzione dalla "inflazione senza controllo che era diventata il simbolo della catastrofe economica senza precedenti del paese".
Il 27 luglio 2007 il Consiglio dei Consumatori dello Zimbabwe ("Consumer Council of Zimbabwe") affermò che, in base ai suoi recenti calcoli sulla spesa mensile di una famiglia urbana composta da sei persone, l'inflazione per il mese di giugno era superiore al 13 000%. L'Ufficio Centrale di Statistica ("Central Statistical Office"), fonte ufficiale dell'indice dei prezzi al consumo, non ha più pubblicato alcun dato dal febbraio 2007, quando comunicò un tasso di inflazione annuo al 1 729%.
Nel settembre 2007 l'Ufficio Centrale di Statistica annunciò un tasso d'inflazione ufficiale del 6 592,8% per il mese di agosto 2007. Stime private erano ben oltre il 20 000%. Nell'ottobre 2007 venne annunciato un tasso d'inflazione ufficiale del 7 892,1% per il mese di settembre 2007. Nel novembre 2007 fu annunciato un tasso d'inflazione ufficiale del 14 840,5% per il mese di ottobre 2007.

### Iperinflazione

Cambio ufficiale, del mercato nero e OMIR dal 1º gennaio 2001 al 2 febbraio 2009. Si noti la scala logaritmica.

Il 27 novembre 2007 il capo dell'Ufficio Centrale di Statistica, Moffat Nyoni, annunciò che sarebbe stato impossibile calcolare ancora il tasso d'inflazione del dollaro. Questo a causa della mancanza di disponibilità di beni di prima necessità, e della conseguente mancanza di informazioni sulla base delle quali calcolare il tasso d'inflazione; inoltre, la maggioranza dei computer e dei software non hanno la capacità di gestire un numero così elevato di cifre. Il Fondo monetario internazionale affermò che l'inflazione era prevista in ascesa fino al 100 000% annuo.
Il 14 febbraio 2008 l'Ufficio Centrale di Statistica annunciò che il tasso d'inflazione per il mese di dicembre 2007 era pari al 66 212,3%, e il tasso di cambio non ufficiale era di 7,1 milioni di dollari per 1 USD. Il 20 febbraio 2008 l'Ufficio Centrale di Statistica affermò che, ufficialmente, l'inflazione aveva superato nel gennaio 2008 il livello del 100 000%, arrivando al 100 580,2%. Il 4 aprile 2008 uscì la notizia che l'inflazione ufficiale nel mese di febbraio 2008 era balzata al 164 900,3%. Il 15 maggio 2008 i giornali riportarono che, ufficialmente, l'inflazione nel mese di marzo 2008 era arrivata al 355 000%. Il 21 maggio 2008, in base a una valutazione indipendente, l'inflazione nel mese di maggio 2008 era balzata a 1 063 572,6%. Il servizio statistico statale aveva affermato che la scarsità di beni nei negozi era tale da impedire il calcolo di nuovi dati (ufficiali). Il 26 giugno 2008 i dati più recenti dell'Ufficio Centrale di Statistica mostravano che l'inflazione annuale era cresciuta di 7 336 000 punti percentuali arrivando a 9 030 000% il 20 giugno ed era prevista raggiungere per la fine del mese il livello di 10 500 000%.
Secondo John Robertson, rispettato economista dello Zimbabwe, era probabile che l'inflazione si attestasse a 2 milioni percento nel mese di maggio 2008 e tra i 10 e i 15 milioni percento nel mese di giugno 2008. Robertson stimò che l'inflazione nel mese di luglio 2008 sarebbe arrivata a un livello tra i 40 e i 50 milioni percento. L'inflazione poteva essere solamente stimata a causa della impossibilità di seguire il costo dei beni individuali.
Il 16 agosto 2008 l'Ufficio Centrale di Statistica di Harare rese noto che l'inflazione dello Zimbabwe era balzata a giugno al livello di 11 milioni e 27 000 punti percentuali su base annua, dai 2,2 milioni del mese precedente.
Sulla base delle statistiche dell'Ufficio Centrale di Statistica, il tasso d'inflazione annuo è arrivato al 231 milioni percento nel mese di luglio 2008. Il tasso mese su mese si è attestato al 2 600,2%.
Come previsto dai manuali di teoria quantitativa della moneta, questa iperinflazione è stata causata principalmente dalla scelta della Reserve Bank of Zimbabwe di far crescere a dismisura l'offerta di moneta.
Dal febbraio 2009, in seguito a un periodo di iperinflazione e al rifiuto diffuso della moneta svalutata, alle società e agli individui è stato permesso l'utilizzo per le transazioni domestiche anche di altre valute, come ad esempio il dollaro statunitense o il rand sudafricano. Tale decisione ha avuto come conseguenze la sostanziale dollarizzazione dell'economia del paese e l'abbandono del dollaro zimbabwiano per l'uso quotidiano.

#### Reazioni all'iperinflazione
Nel marzo 2009 un quotidiano indipendente pubblicato dai giornalisti dello Zimbabwe in esilio e conosciuto come "The Zimbabwean" ha intrapreso una campagna a Johannesburg, in Sudafrica, al fine di protestare contro un pesante dazio all'importazione con cui il governo espressione del partito ZANU-PF lo ha preso di mira. Banconote dello Zimbabwe dal valore facciale enorme sono state distribuite gratuitamente a motociclisti e pedoni. Le banconote senza valore sono state usate anche per ricoprire muri e tabelloni per le affissioni - tutte stampate con slogan come "è più economico stampare questo sulle banconote" e "combatti il regime che ha rovinato una nazione".

### Offerta di moneta (2006–2008)

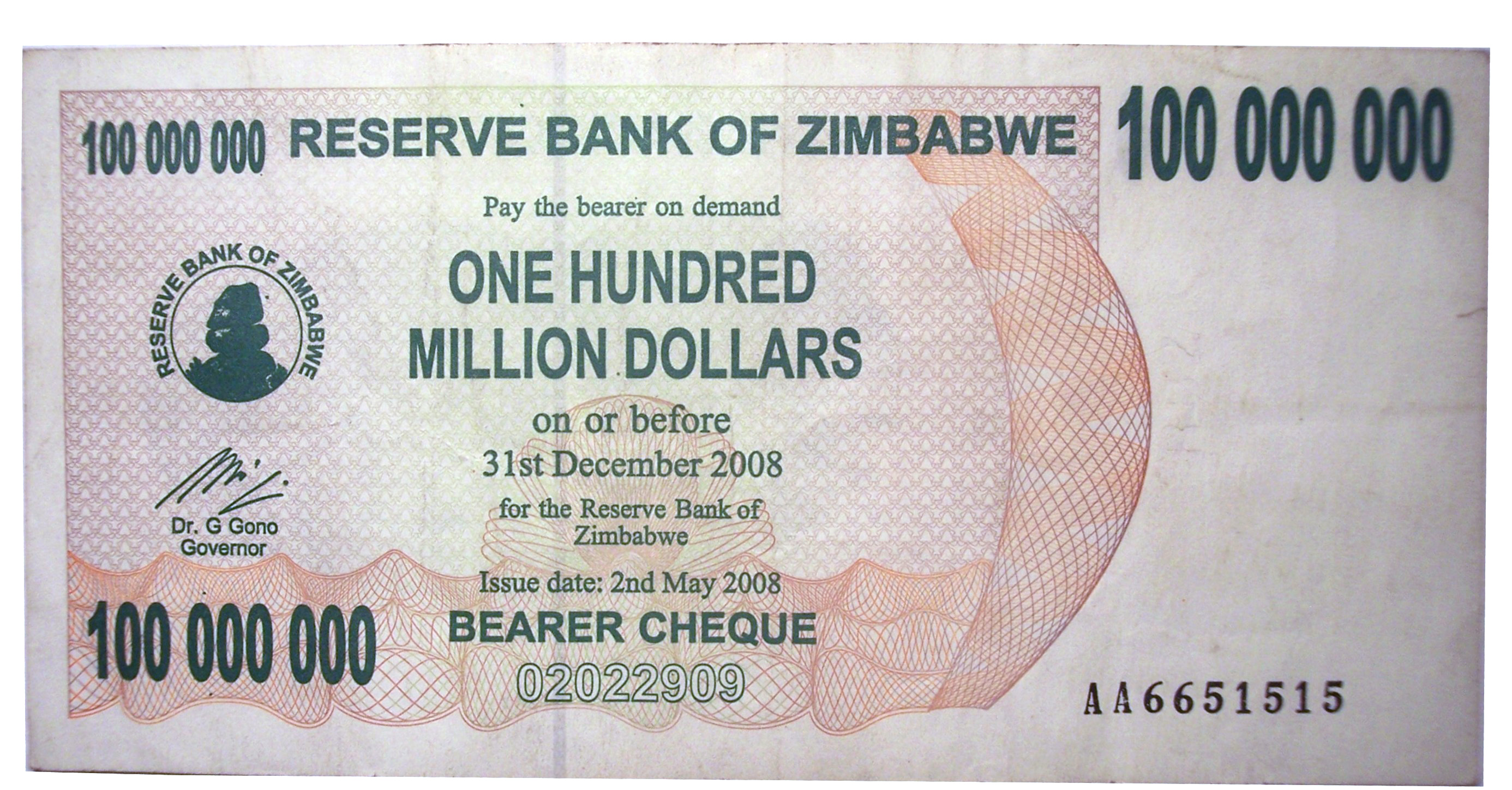
Assegno al portatore da 100 milioni di dollari.

Il 16 febbraio 2006 il governatore della Banca Centrale, Gideon Gono, annunciò che il governo aveva stampato 20 500 miliardi di dollari al fine di comprare valuta estera per saldare gli arretrati al Fondo monetario internazionale. All'inizio di maggio 2006 il governo dello Zimbabwe annunciò che avrebbero prodotto ulteriori 60 000 miliardi di dollari. La valuta aggiuntiva era necessaria per finanziare i recenti aumenti salariali concessi a soldati e poliziotti (300%) e agli altri dipendenti pubblici (200%). Tali spese non erano tra quelle previste per il corrente anno fiscale, e il governo non disse da dove sarebbero arrivati i fondi necessari per finanziarle. Il 29 maggio i dirigenti della Reserve Bank dichiararono all'IRIN che i progetti di stampare 60 000 miliardi di dollari (pari a circa 592,9 milioni di dollari USA al cambio ufficiale) erano stati brevemente ritardati dopo che il governo non era riuscito ad assicurarsi la valuta estera per acquistare l'inchiostro e la carta speciale necessari per stampare la carta moneta. Alla fine di agosto 2006 venne data notizia che circa 10 000 miliardi di vecchi dollari (pari al 22% dell'offerta di moneta) non erano stati convertiti in dollari rivalutati. Questi assegni al portatore furono demonetizzati.

Il 27 giugno 2007 fu annunciato che il presidente, Robert Mugabe, aveva ordinato al governatore della Reserve Bank, Gideon Gono, di stampare ulteriori mille miliardi di dollari per provvedere agli stipendi dei dipendenti pubblici e dei soldati che erano stati aumentati, rispettivamente, del 600% e del 900%. Il 28 luglio 2007 Mugabe affermò che lo Zimbabwe avrebbe continuato a stampare moneta finché questa fosse stata insufficiente per finanziare i progetti pubblici. Il 30 agosto 2007 fu riferito che altri 3 000 miliardi di dollari erano stati stampati per pagare 500 000 carri e 800 000 aratri a trazione animale più un numero imprecisato di capi di bestiame. Il 3 settembre 2007 i giornali riferirono che il mercato nero in Zimbabwe era ancora fiorente, nonostante i controlli sui prezzi. Persone in precedenza impiegate per 11 USD (pari a 2 milioni di dollari locali) al mese, erano in grado di guadagnare 166 USD (pari a 30 milioni) proprio commerciando al mercato nero. Il 24 novembre 2007 l'offerta di moneta era arrivata a 58 000 miliardi di dollari rivalutati, pari a 41 milioni di dollari USA al cambio parallelo. Tuttavia, le banche del paese potevano contare solo su mille - 2 000 miliardi di questi dollari, il che significava che i membri del settore pubblico stavano trattenendo 56-57 000 miliardi in contanti. Il 4 gennaio 2008 venne data notizia che l'offerta di moneta era stata incrementata di 33 000 miliardi, arrivando a 100 000 miliardi di dollari rivalutati. Inoltre venne sospesa la prevista demonetizzazione degli assegni al portatore da 200 000 dollari, incrementando così l'offerta di moneta. 

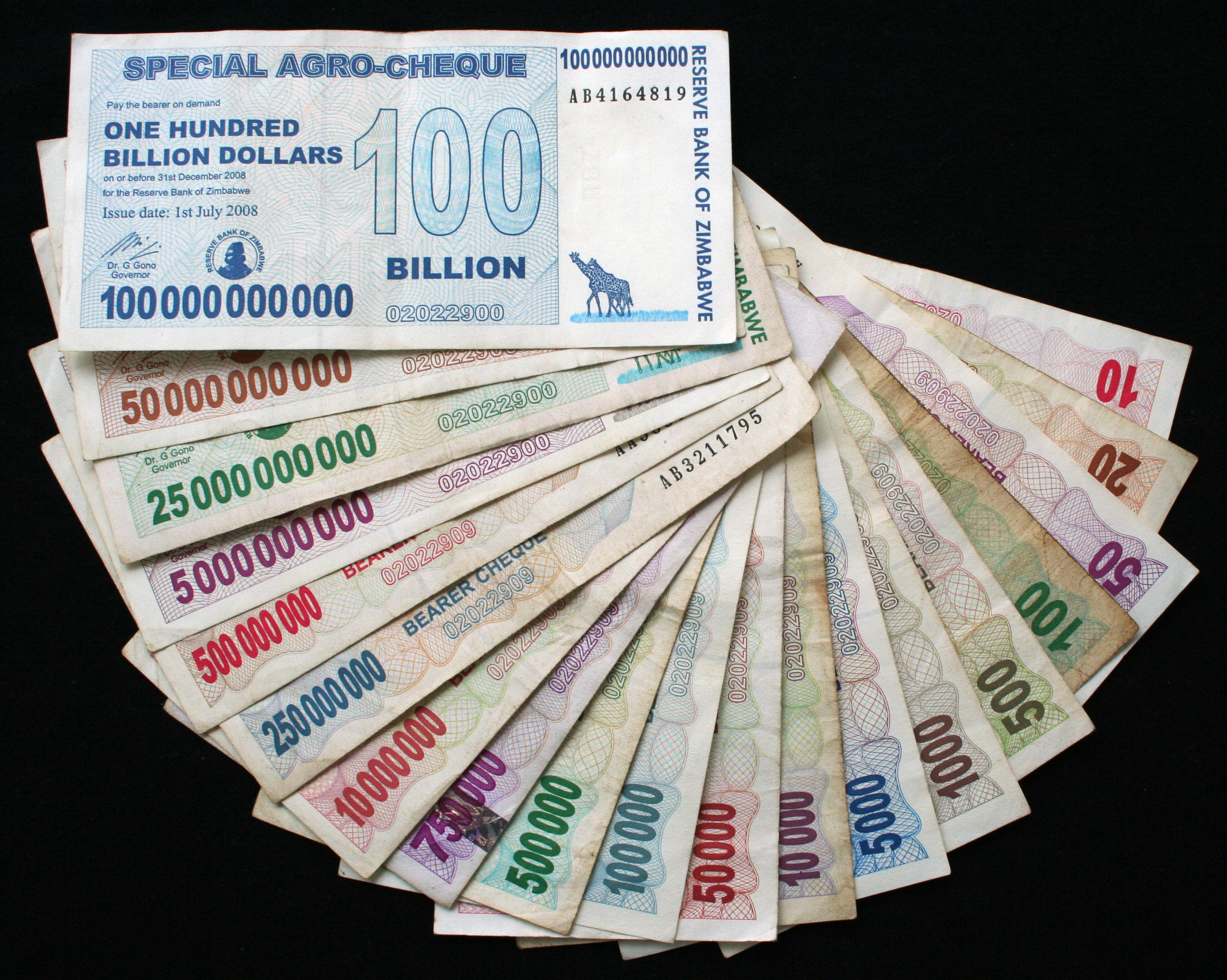
Alcuni assegni al portatore stampati dalla Reserve Bank of Zimbabwe tra il luglio 2007 e il luglio 2008 (oggi scaduti) che illustrano il tasso di iperinflazione nello Zimbabwe.

L'emissione di ulteriori banconote (in tagli da 1, 5 e 10 milioni di dollari), programmata per il 18 gennaio 2008, avrebbe aumentato l'offerta di moneta per un ammontare sconosciuto. Il 21 gennaio 2008 Gideon Gono annunciò che l'offerta di moneta era stata aumentata a 170 000 miliardi dalla metà di dicembre, prevedendo inoltre che avrebbe raggiunto gli 800 000 miliardi di dollari entro il 28 gennaio 2008.
Il 1º marzo 2008 i giornali pubblicarono documenti in base ai quali veniva dimostrato che la società "Giesecke & Devrient" di Monaco stava incassando più di 500 000 euro alla settimana per spedire banconote nello Zimbabwe allo sbalorditivo ritmo di 170 000 miliardi di dollari alla settimana. "Il regime sta sopravvivendo mediante la stampa di moneta", ha detto Martin Rupiya, professore di studi bellici e di sicurezza all'Università dello Zimbabwe. "A questo punto non c'è altra via". Secondo una fonte alla Reserve Bank of Zimbabwe, la "Giesecke & Devrient" spediva ogni settimana 432 000 fogli di banconote alla tipografia "Fidelity" di Harare, dove venivano stampati i valori facciali. Ciascun foglio era composto da 40 banconote e la produzione era interamente costituita da banconote da 10 milioni di dollari. Il 1º luglio 2008 la società "Giesecke & Devrient" decise che non avrebbe più stampato banconote per lo Zimbabwe, cedendo alle pressioni del governo tedesco.
In un report sull'inflazione in Zimbabwe, pubblicato il 18 luglio 2008, si riportava che il costo di un uovo era di 50 miliardi di dollari (pari a GBP 0,17 e USD 0,32), e venivano mostrati annunci pubblicitari relativi a premi di 100 000 miliardi in un derby locale e di 1,2 milioni di miliardi di dollari ($1 200 000 000 000 000,00 pari a circa GBP 2 100 e a USD 4 200) in una lotteria. Rivelava inoltre che una pensione di guerra era al momento pari a 109 miliardi di dollari (pari a GBP 0,37 e USD 0,74) mensili, che i negozi potevano accettare assegni solo se il cliente raddoppiava l'importo, poiché i costi sarebbero saliti nel tempo necessario per la liquidazione dell'assegno, e che le persone potevano prelevare solo fino a un massimo di 100 miliardi di dollari dagli sportelli automatici.

Banconota dello Zimbabwe da 100 miliardi di dollari insieme al numero di uova che ci si poteva acquistare il giorno della sua emissione.

Il 23 luglio 2008 una società austro-ungherese con sede in Vienna confermò che stava fornendo alla Reserve Bank le licenze e il software necessari per disegnare e stampare la valuta dello Zimbabwe. La società, denominata "Jura JSP", affermò che avrebbe considerato la possibilità di porre fine a tale fornitura se l'Unione europea le avesse richiesto di farlo. Senza le licenze e il software, la Banca Centrale dello Zimbabwe non sarebbe stata in grado di stampare banconote in tagli superiori a quelli già in circolazione.
Il 24 luglio 2008 la Reserve Bank of Zimbabwe annunciò che "stava per porre in essere misure appropriate indirizzate a fronteggiare l'attuale tracollo sul fronte valutario, così come nei sistemi finanziario e contabile". Fu promesso che "nei giorni immediatamente seguenti" sarebbero stati istituiti cambiamenti al limite dei prelevamenti di contante e alle restrizioni imposte dai sistemi informatici. Al momento il limite di prelevamento di contante imposto dal governo era di 100 miliardi di dollari al giorno, una cifra inferiore al costo di un filone di pane. I sistemi informatici e tecnologici non potevano gestire numeri tanto grandi; gli sportelli ATM di una delle principali banche davano "errore per eccesso di dati" ("data overflow error") bloccando i tentativi dei clienti di prelevare denaro con così tanti zeri. Il medesimo giorno, l'Istituto di Gestione Commerciale affermò che 1 200 miliardi di dollari avevano lo stesso valore di una sterlina britannica.
Dal gennaio al dicembre 2008 il tasso di crescita dell'offerta di moneta è aumentato da 81 143% a 658 miliardi percento.
| Data                               | 2006 (ago)  | 2006 (set)  | 2007 (nov)                         | 2007 (dic)        | 2008 (21 gen)     | 2008 (28 gen)     | 2008 (mar)             | 2008 (giu)                     |
| ---------------------------------- | ----------- | ----------- | ---------------------------------- | ----------------- | ----------------- | ----------------- | ---------------------- | ------------------------------ |
| Offerta di moneta (ZW$ rivalutati) | 45 miliardi | 35 miliardi | 58 mila miliardi; 67 mila miliardi | 100 mila miliardi | 170 mila miliardi | 800 mila miliardi | 25 milioni di miliardi | più di 900 milioni di miliardi |

### Abbandono della valuta e demonetizzazione
L'uso di valute straniere fu legalizzato nel gennaio del 2009; ciò causò per la prima volta, dopo anni di iperinflazione e speculazione, la stabilizzazione dei prezzi al consumo. Il dollaro zimbabwaiano subì un netto calo nell'uso, giacché l'iperinflazione aveva reso inservibili perfino le banconote dai valori nominali più alti.
Il 2 febbraio del 2009 la valuta fu ridenominata ancora una volta, al cambio di 1 000 000 000 000 (1012) ZWR per 1 ZWL. Il 12 aprile dello stesso anno la valuta fu effettivamente abbandonata in quanto il Ministro per la pianificazione economica Elton Mangoma ne confermò la sospensione per un periodo di almeno un anno, ma il tasso di cambio fu mantenuto per oltre un anno da allora. Il Governo dichiarò che la moneta sarebbe stata reintrodotta solo se la produzione industriale fosse cresciuta del 60% o oltre, comparata con una media di aprile del 2009 del 20%.
Il 29 gennaio del 2014 la banca centrale dello Zimbabwe annunciò che il dollaro statunitense, il rand sudafricano, la pula del Botswana, la sterlina britannica, l'euro, il dollaro australiano, lo yuan cinese, la rupia indiana e lo yen sarebbero state accettate tutte come valuta corrente del Paese.
Il 12 giugno del 2015, la Reserve Bank dello Zimbabwe dichiarò che sarebbe iniziato un processo di demonetizzazione, per passare totalmente al dollaro statunitense alla fine di settembre dello stesso anno.

## Monete
Nel 1980 furono introdotte monete con i valori di 1, 5, 10, 20 e 50 cent e 1 dollaro. La moneta da 1 cent fu coniata in bronzo e le altre in cupronichel. Nel 1989 l'acciaio ricoperto di bronzo sostituì il bronzo. Una moneta da 2 dollari fu introdotta nel 1997. Nel 2001 l'acciaio ricoperto di nichel sostituì il cupro-nichel nelle monete da 10, 20, 50 cent e 1 dollaro e fu introdotta una moneta bimetallica da 5 dollari. Queste monete continuano ad avere corso legale, ma a causa del loro bassissimo valore, sono usate solo come gettoni per il gioco d'azzardo nel casinò dello Zimbabwe.
Nel giugno 2005 sono stati annunciati i piani della Banca Centrale per l'emissione di nuove monete da 5 000 e 10 000 dollari, che tuttavia non sono mai state emesse.
Nell'agosto 2008 tutte le vecchie monete furono reintrodotte al valore facciale da intendersi in nuovi dollari (Z3$) e furono introdotte nuove monete da 10 e 25 dollari. Queste monete erano state coniate nel 2003 ma vennero emesse solo in occasione della ridenominazione.

## Banconote, traveler's cheques e assegni al portatore

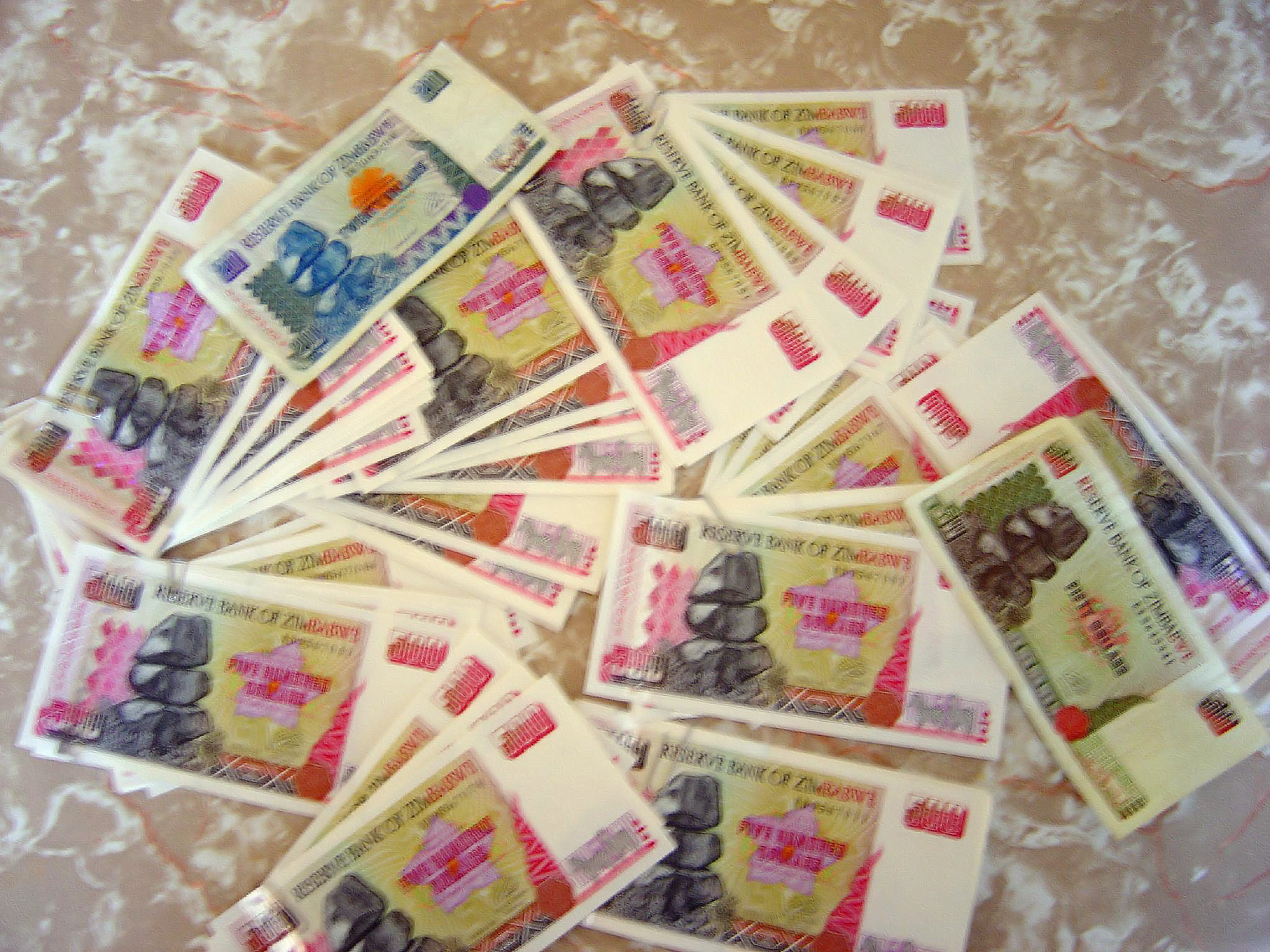
Il controvalore di 8 sterline in dollari zimbabwiani (2003).

### Primo dollaro
Nel 1980 la Banca Centrale dello Zimbabwe introdusse banconote nei tagli da 2, 5, 10 e 20 dollari. Le banconote da 50 dollari furono introdotte nel 1994, seguite da quelle da 100 dollari nel 1995, da 500 dollari nel 2001 e da 1 000 dollari nel 2003.
Nel 2003, con l'inflazione che montava, la Banca Centrale iniziò ad emettere traveler's cheque nei tagli da 1 000, 5 000, 10 000, 20 000, 50 000 e 100 000 dollari. Questi furono sostituiti lo stesso anno da assegni al portatore inizialmente nei tagli da 5 000, 10 000 e 20 000 dollari e quelli da 50 000 e 100 000 dollari seguirono nel 2006.

### Secondo dollaro
Il 1º agosto 2006 è stata introdotta la nuova valuta con assegni al portatore da 1, 5, 10 e 50 cent, 1, 10, 20, 50, 100, 500, 1 000, 10 000 e 100 000 dollari. Esiste anche un taglio da 5 dollari che però non appare in nessuna delle pubblicazioni della Banca Centrale. Assegni al portatore da 5 000 dollari (datati 1º febbraio 2007) e da 50 000 dollari (datati 1º marzo 2007) sono stati emessi nel marzo 2007. Assegni da 200 000 dollari (datati 1º agosto 2007) sono stati emessi nell'agosto 2007.
In seguito, Gideon Gono della Reserve Bank of Zimbabwe annunciò (il 19 dicembre 2007) che nuovi assegni al portatore (da 250 000; 500 000 e 750 000 dollari) erano stati prodotti e sarebbero stati distribuiti il 20 dicembre. Inoltre gli assegni al portatore di valore più elevato (200 000 dollari) sarebbero stati demonetizzati dal 1º gennaio 2008. Tuttavia, a causa dei problemi in corso, i progetti di demonetizzare questa banconota furono messi da parte fino alla fine di dicembre.
Il 16 gennaio 2008, a una conferenza stampa, il governatore della Banca Centrale Gono affermò che "Con effetto da venerdì (18 gennaio), la Reserve Bank of Zimbabwe metterà in circolazione i seguenti assegni al portatore: un milione di dollari (del valore ufficiale di circa 33 USD/22 EUR ma di circa 50c al tasso di cambio parallelo), cinque milioni di dollari e 10 milioni di dollari". Continuò: "...il limite di prelievo giornaliero di contanti è stato innalzato dagli attuali 50 milioni a 500 milioni di dollari per individuo". Meno di un mese dopo aver annunciato una manovra simile, Gono disse che le nuove banconote avrebbero fornito il sollievo richiesto dai consumatori che spesso dovevano andare a fare la spesa con sacchi di denaro.
Il 3 aprile 2008 sui giornali apparve la notizia che dal giorno seguente sarebbero stati emessi assegni al portatore da 25 e da 50 milioni di dollari. La Reserve Bank avrebbe aumentato inoltre il limite massimo di prelievi per gli individui a 5 miliardi di dollari al giorno. Il mese successivo, il 5 maggio, la Banca Centrale annunciò che sarebbero stati emessi assegni al portatore da 100 e da 250 milioni di dollari a partire dal 6 maggio. Decise inoltre di far fluttuare il tasso di cambio ufficiale per contrastare la speculazione sul mercato nero. Appena dieci giorni dopo, il 15 maggio 2008, la Reserve Bank annunciò che sarebbero stati emessi assegni al portatore da 500 milioni di dollari a partire dal 20 maggio. Fu anche annunciato che nello stesso giorno sarebbero stati emessi agro cheques in tagli da 5, 25 e 50 miliardi di dollari. Tutti avrebbero avuto scadenza alla fine del 2008.
Il 14 luglio 2008 i giornali riportarono la notizia che una società tedesca aveva bloccato la fornitura di carta per banconote alla "Fidelity Printers & Refiners", la società statale dello Zimbabwe che stampa la valuta locale. L'uso virtualmente incessante delle presse per la stampa delle banconote aveva causato la rottura dei macchinari, e le parti necessarie per le riparazioni non venivano più spedite in Zimbabwe.
Il 19 luglio 2008 la Reserve Bank ha annunciato che sarebbero stati emessi agro cheques in tagli da 100 miliardi di dollari dal 21 luglio.

### Terzo dollaro
Dopo la rivalutazione del dollaro nell'agosto 2006, ci furono continue discussioni e proposte relative a un'ulteriore rivalutazione. All'inizio del 2007 sembrava che fosse stata pianificata una rivalutazione, con i disegni per le nuove banconote già commissionati. Progetti simili furono nuovamente annunciati nell'ottobre 2007. Questi progetti furono posticipati al 2008, anche se nel novembre 2007 la rivalutazione era ritenuta "imminente". L'operazione, che sarebbe stata chiamata "Sunrise Two", avrebbe dovuto rimuovere almeno quattro zeri dalla valuta. Tuttavia, il 18 dicembre 2007, fu data notizia che era stata prodotta una nuova emissione dei correnti assegni al portatore da 200 000 dollari; manovra apparentemente sostitutiva della rivalutazione. Dopo questa, ebbero luogo ulteriori emissioni di assegni al portatore.
Il 30 luglio 2008 la Banca Centrale annunciò la nuova moneta, valida dal 1º agosto 2008, ottenuta rimuovendo 10 zeri dai valori monetari, con "un fattore di 1 a 10". Le vecchie monete del primo dollaro da 10, 20, 50 cent, 1, 2 e 5 dollari ebbero corso legale assumendo il valore nella nuova valuta (aumentando così il proprio valore 10 000 miliardi di volte); in aggiunta vennero introdotte monete da 10 e 25 dollari, e banconote in tagli da 1, 5, 10, 20, 100 e 500 dollari. I vecchi assegni al portatore e agro cheques avrebbero continuato a circolare insieme alle nuove banconote fino al 31 dicembre 2008, con i prezzi esposti nei negozi in entrambe le valute, la vecchia e la nuova.
Tuttavia, la piega ormai familiare di stampare banconote in tagli sempre maggiori per stare al passo con l'inflazione continuò nonostante la rivalutazione. Il 19 settembre 2008 la Reserve Bank introdusse una banconota da 1 000 dollari, e dieci giorni dopo, quando il cambio non ufficiale era di oltre 270 000 dollari per 1 USD, emise nuove banconote in tagli da 10 000 e 20 000 dollari. Le banconote da 50 000 dollari furono emesse il 13 ottobre 2008, seguite da quelle da 100 000, 500 000 e 1 000 000 dollari annunciate il 3 novembre. Il limite di prelievi giornalieri di contante fu incrementato da 50 000 dollari a 500 000 dollari per gli individui e a 1 milione di dollari per alcune selezionate società. Banconote in tagli da 10, 50 e 100 milioni furono emesse non appena, il 4 dicembre 2008, il limite di prelievi venne portato a 100 milioni settimanali. Appena quattro giorni dopo, l'8 dicembre, la Banca Centrale emise una banconota da 200 milioni, e introdusse una banconota da 500 milioni il 12 dicembre, del valore approssimativo di 8 USD al momento. In poco più di sei mesi, i tagli in miliardi ritornarono, con l'emissione da parte della Reserve Bank delle banconote da 1, 5 e 10 miliardi il 19 dicembre.
Nonostante l'inflazione abbia continuato a montare nel 2009, causando l'erosione del valore del dollaro e incentivando la dollarizzazione dell'economia, la Reserve Bank ha annunciato un'altra serie di nuove banconote, questa volta in tagli da 20 e 50 miliardi, da introdurre il 12 gennaio. Passando a un altro ordine di grandezza, la Banca Centrale annunciò per la prima volta tagli in migliaia di miliardi, svelando banconote da 10, 20, 50 e 100 000 miliardi di dollari il 16 gennaio. Le nuove banconote avrebbero dovuto aiutare i cittadini con un impiego formale permettendo loro di prelevare il valore di un intero stipendio mensile dietro presentazione della corrispondente busta paga.
Il 2 febbraio 2009 la Banca Centrale ha annunciato che avrebbe rivalutato nuovamente la valuta, rimuovendo 12 zeri e riducendo così mille miliardi di vecchi dollari (Z3$) a un nuovo dollaro (Z4$).

### Quarto dollaro
Il 2 febbraio 2009 il dollaro è stato nuovamente rivalutato, con 1 000 000 000 000 (mille miliardi) di vecchi dollari (Z3$) ridotti a 1 nuovo dollaro (Z4$). Le nuove banconote introdotte hanno valori facciali da 1, 5, 10, 20, 50, 100 e 500 dollari. Le banconote del quarto dollaro sono circolate insieme a quelle del terzo fino al 30 giugno 2009.

## Andamento storico dei tassi di cambio
Questa tabella mostra una storia condensata dei tassi di cambio con il dollaro USA:
| Data         | Tasso di cambio |
| ------------ | --------------- |
| 1983         | 1               |
| 1997         | 10              |
| 2000         | 100             |
| giugno 2002  | 1 000           |
| marzo 2005   | 10 000          |
| gennaio 2006 | 100 000         |
| luglio 2006  | 500 000+        |

| Data           | Tasso di cambio |
| -------------- | --------------- |
| agosto 2006    | 650             |
| settembre 2006 | 1 000           |
| dicembre 2006  | 3 000           |
| gennaio 2007   | 4 800           |
| feb 2007       | 7 500           |
| marzo 2007     | 26 000          |
| aprile 2007    | 35 000          |
| maggio 2007    | 50 000          |
| giugno 2007    | 400 000         |
| luglio 2007    | 300 000         |
| agosto 2007    | 200 000         |

| Data           | Tasso di cambio |
| -------------- | --------------- |
| settembre 2007 | 600 000         |
| ottobre 2007   | 1 000           |
| novembre 2007  | 1 500 000       |
| dicembre 2007  | 4 000           |
| gennaio 2008   | 6 000           |
| febbraio 2008  | 16 000          |
| marzo 2008     | 70 000          |
| aprile 2008    | 100 000         |
| maggio 2008    | 777 500 000     |
| giugno 2008    | 40 928 000      |
| luglio 2008    | 758 530 000     |

| Data             | Tasso di cambio |
| ---------------- | --------------- |
| agosto 2008      | 1 780           |
| settembre 2008   | 590 000         |
| 7 ottobre 2008   | 2 300 000       |
| 14 ottobre 2008  | 10 700 000      |
| 21 ottobre 2008  | 1 220 000       |
| 28 ottobre 2008  | 251 000         |
| 7 novembre 2008  | 663 000         |
| 12 novembre 2008 | 13 000          |
| 17 novembre 2008 | 642 000         |

I tassi di cambio del terzo dollaro sopra riportati sono OMIR. Il tasso di cambio per contanti (cash rate) era significativamente diverso. La tabella seguente ne riporta l'andamento storico per il terzo dollaro:
| Data               | Tasso di cambio per contanti (cash rate) |
| ------------------ | ---------------------------------------- |
| settembre 2008     | 1 000                                    |
| ottobre 2008       | 90 000                                   |
| novembre 2008      | 1 200 000                                |
| Metà dicembre 2008 | 60 000                                   |
| Fine dicembre 2008 | 2 000                                    |
| Metà gennaio 2009  | 1 000                                    |
| 2 febbraio 2009    | 300 000                                  |

### Primo dollaro
Dal 1978 al 2006 (anno in cui la valuta è stata rivalutata), il primo dollaro si è svalutato passando da 0,6788 dollari a circa mezzo milione di dollari per 1 USD.
La tabella seguente mostra con maggior dettaglio l'andamento storico del tasso di cambio per un dollaro USA:
| Data                     | Tasso di cambio ufficiale (Z1$) | Tasso di cambio parallelo (Z1$) | Note |
| ------------------------ | --- | --- | --- |
| 1978                     | R$0,6788 (apr) | n/a | La valuta è il dollaro rhodesiano, agganciato al dollaro USA. |
| 1980                     | R$0,68 (mar) | n/a | Il dollaro rhodesiano viene legato a un paniere di valute che comprende franco francese, marco tedesco, rand sudafricano, franco svizzero, sterlina britannica, dollaro statunitense. |
| 1980                     | R$0,68 (mar) | n/a | Il 18 aprile 1980 viene dichiarata l'indipendenza dello Zimbabwe. Il dollaro zimbabwiano sostituisce il dollaro rhodesiano alla pari (1 Z$ = 1 R$). |
| 1982                     | 0,8925-0,9140 (dic) | - | Nel dicembre 1982 il dollaro zimbabwiano viene svalutato del 16,5%. |
| 1983                     | 0,96135 (gen) | Fino a 3,18 (lug) | Il dollaro zimbabwiano viene svalutato del 5%. Cambio parallelo altamente variabile con premi fino al 231%. |
| 1983 (ago) - 1993 (dic)  | 0,96135 - 6,82 | | Paniere flessibile. Cambi duali. Viene imposto il 20% di tasse sui pagamenti in uscita. |
| 1994                     | 6,82 (gen) | 8,36 (ott) | Cambio ufficiale fluttuante dal 1º luglio 1994. Cambi duali. Il dollaro zimbabwiano viene svalutato del 17%. |
| 1995                     | 8,26 (gen) | 8,85 (ott) | Cambio ufficiale fluttuante. Cambi duali. Cambi unificati nel dicembre 1998. |
| 1996                     | 9,13 (gen) | 10,52 (ott) | Cambio ufficiale fluttuante. Cambi duali. Cambi unificati nel dicembre 1998. |
| 1997                     | 10,50 (gen) | 12,00 (gen); 25,00 (nov) | Cambio ufficiale fluttuante. Cambi duali. Cambi unificati nel dicembre 1998. |
| 1998                     | 18,00 (gen) | 16,65 (giu); 19,00 (lug); 23,50 | Cambio ufficiale fluttuante. Cambi duali. Cambi unificati nel dicembre 1998. |
| 1999                     | 36,23 (gen) | 38,30 (set) | Il 31 marzo 1999 il tasso di cambio ufficiale viene fissato a 38 ZWD per 1 USD. Il mercato parallelo riemerge entro il dicembre 1999. |
| 2000                     | 38-55 | 56-62 (lug); 65-70 (ago) | Nell'agosto 2000 il tasso di cambio ufficiale viene fissato a 50 ZWD, poi a 51 ZWD e quindi a 55 ZWD per 1 USD. Il tasso di cambio parallelo al mercato nero ha ampi premi. Nel novembre 2000 vengono chiusi gli uffici di cambiavalute. |
| 2001                     | 55 | 70 (gen); 80 (feb); 100 (mar); 120 (apr); 140 (mag); 160 (giu); 250 (lug); 300 (ago); 400 (set); 300 (ott); 320 (nov); 340 (dic) | Nel giugno 2001 il cambio ufficiale diventa fisso con una banda di oscillazione. |
| 2002                     | 55 | 380 (gen); 710 (giu); 1 400 (lug); 1 740 (ott); 1 400 (dic) | Nel 2002 dilaga il mercato nero dei cambiavalute. |
| 2003                     | 55 (gen); 824 (feb) | 1 400 (gen); 1 450 (feb); 2 300 (mag); 3 000 (lug); 6 000 (ago); 6 400 (ott); 6 000 (nov) | Nel febbraio 2003 il tasso di cambio ufficiale viene rifissato a 824 ZWD per 1 USD. |
| 2004                     | 824 (1º gen); 4 196 (12 gen); 5 730 (dic) | 5 500 (1º gen); 6 000 (dic) | Nel gennaio 2004 vengono istituite aste infrasettimanali di valuta (sotto il controllo della banca centrale) per determinare il tasso di cambio ufficiale. |
| 2005                     | 5 730 (gen); 6 200 (mar); 9 000 (mag); 10 800 (18 lug); 17 600 (25 lug); 24 500 (25 ago); 26 003 (set); 26 003 (ott); 60 000 (nov); 84 588 (30 dic) | 6 400 (gen); 14 000 (mar); 20 000 (mag); 25 000 (18 lug); 45 000 (25 lug); 45 000 (25 ago); 75 000 (set); 80 000-100 000 (ott); 90 000 (nov); 96 000 (30 dic) | Il 24 agosto 2005 il dollaro zimbabwiano diventa l'unità valutaria di valore inferiore al mondo. |
| 2005                     | 5 730 (gen); 6 200 (mar); 9 000 (mag); 10 800 (18 lug); 17 600 (25 lug); 24 500 (25 ago); 26 003 (set); 26 003 (ott); 60 000 (nov); 84 588 (30 dic) | 6 400 (gen); 14 000 (mar); 20 000 (mag); 25 000 (18 lug); 45 000 (25 lug); 45 000 (25 ago); 75 000 (set); 80 000-100 000 (ott); 90 000 (nov); 96 000 (30 dic) | Nel novembre 2005 le aste di valuta periodiche vengono interrotte e la Banca Centrale annuncia che il cambio sarà controllato da "fattori di mercato". |
| 2006 (fino al 31 luglio) | 85 158,02 (3 gen); 99 201,58 (24 gen); 101 195,54 (28 apr)                                                                                          | 100 000 (6 gen); 106 050 (19 gen); 115 000 (20 gen); 125 000-150 000 (25 gen); 175 000-190 000 (24 feb); 205 000-220 000 (3 mar); 220 000-230 000 (13 apr); 300 000-310 000 (25 mag); 315 000 (9 giu); 340 000-350 000 (16 giu); 400 000 (21 giu); 450 000 (1º lug); 520 000 (9 lug); 550 000 (27 lug) | Gli economisti prevedono che il cambio non ufficiale arriverà a quasi 250 000 ZWD per 1 USD entro la metà del 2006. |
| 2006 (fino al 31 luglio) | 85 158,02 (3 gen); 99 201,58 (24 gen); 101 195,54 (28 apr)                                                                                          | 100 000 (6 gen); 106 050 (19 gen); 115 000 (20 gen); 125 000-150 000 (25 gen); 175 000-190 000 (24 feb); 205 000-220 000 (3 mar); 220 000-230 000 (13 apr); 300 000-310 000 (25 mag); 315 000 (9 giu); 340 000-350 000 (16 giu); 400 000 (21 giu); 450 000 (1º lug); 520 000 (9 lug); 550 000 (27 lug) | Il 24 gennaio 2006 la banca centrale pone un limite alla variazione giornaliera del tasso di cambio ufficiale in base ai volumi scambiati. Il dollaro zimbabwiano è libero di fluttuare (rispetto al cambio medio) in una banda giornaliera di: 0% (per importi fino a 5 milioni USD), 1% (tra 5 e 10 milioni USD), 1,5% (tra 10 e 15 milioni USD) e 2% (oltre 15 milioni USD). Tale provvedimento blocca sostanzialmente il tasso di cambio ufficiale. |

### Secondo dollaro
Il secondo dollaro fu introdotto il 1º agosto 2006 con un tasso di cambio ufficiale di 250 dollari per 1 USD e un tasso di cambio parallelo di 550 dollari per 1 USD. Nel luglio 2008 il dollaro venne rivalutato di nuovo, con 10 miliardi di vecchi dollari (Z2$) convertiti in 1 nuovo dollaro (Z3$), dopo che il tasso di cambio parallelo aveva raggiunto il livello di 500 miliardi per 1 USD.
Nella tabella seguente si possono trovare dati più dettagliati:
| Data | Data      | Tasso di cambio ufficiale (Z2$) | Tasso di cambio parallelo (Z2$) | Note |
| ---- | --------- | --- | --- | --- |
| 2006 | agosto    | 250 | 550 (1º); 650 (3); 650 - 700 (24) | Il 1º agosto 2006 la Banca Centrale rivaluta il dollaro. 1 000 vecchi dollari (Z1$) diventano 1 nuovo dollaro (Z2$). Il tasso di cambio ufficiale viene fissato a 250 Z2$ per 1 USD. Il tasso di cambio parallelo sale rapidamente oltre i 600 Z2$ per 1 USD. |
| 2006 | settembre | 250 | 700 - 800 (importi elevati) (8); 850 (14); 1 200 - 1 300 (28); 1 500 (importi elevati) (29) | |
| 2006 | ottobre   | 250 | 1 500 (11) | |
| 2006 | novembre  | 250 | 1 700 (6); 2 000 (19); 2 400 (29) | |
| 2006 | dicembre  | 250 | 3 000 (25) | |
| 2007 | gennaio   | 250 | 3 200 (11); 3 500 (18); 4 000 (20); 4 200 (23); 6 000 (26) | |
| 2007 | febbraio  | 250 | 4 800 (2); 5 000 (12); 6 600 (23); 7 000 (27) | |
| 2007 | marzo     | 250 | 7 500 (1º); 8 000 (2); 10 000 (8); 11 000 (11); 12 000 - 17 500 (16); 16 000 (19); 20 000 (21); 24 000 (22); 25 000 (27); 26 000 (29) | Il 21 marzo 2007 il dollaro dello Zimbabwe diventa l'unità valutaria di valore inferiore al mondo. Nel mese di marzo 2007 il tasso di cambio parallelo diventa estremamente volatile, con variazioni significative nei tassi di cambio riportati. |
| 2007 | aprile    | 250 (15 000 cambio speciale) | 30 000 (1º); 15 000 (7); 20 000 (8); 25 000 (11); 35 000 (15) | Il 26 aprile 2007 viene introdotto un "cambio speciale" di 15 000 Z2$ per 1 USD. Il miglior tasso di cambio viene applicato a minatori, agricoltori, operatori turistici, organizzazioni non governative, ambasciate, cittadini dello Zimbabwe che vivono all'estero e che rimettono i loro guadagni in patria, e altri soggetti che generano cambi con valute estere. Agli esportatori l'applicazione del miglior tasso di cambio viene assicurata solo nel caso di cambio valuta presso la banca centrale. |
| 2007 | maggio    | 250 (15 000 cambio speciale) | 28 000 (10); 32 000 (18); 38 000 (20); 40 000 (22); 45 000 (24); 50 000 (29) | |
| 2007 | giugno    | 250 (15 000 cambio speciale) | 55 000 (3); 60 000 (12); 75 000 - 100 000 (13); 120 000 (16); 205 000 (20); 300 000 (22); 400 000 (23) | |
| 2007 | luglio    | 250 (15 000 cambio speciale) | 270 000 (5); 300 000 (14) | |
| 2007 | agosto    | 250 (15 000 cambio speciale) | 200 000 (21) | |
| 2007 | settembre | 30 000 | 250 000 (7); 280 000 (14); 340 000 (18); 500 000 (26); 600 000 (29) | Il 7 settembre 2007 il tasso di cambio ufficiale viene portato a 30 000. |
| 2007 | ottobre   | 30 000 | 750 000 (17); 1 000 (19) | |
| 2007 | novembre  | 30 000 | 1 200 000 (1º); 4 500 000 (14); 1 400 000 (24); 1 500 000 (30) | |
| 2007 | dicembre  | 30 000 | 1 800 000 (1º); 4 000 (3) | Nel dicembre 2007, a causa della penuria di banconote, i fondi trasferiti mediante i sistemi elettronici di trasferimento fondi (Electronic Funds Transfer Systems - EFTS) subiscono un premio che porta il cambio a circa 4 milioni di dollari, mentre il tasso di cambio per le transazioni in contanti si aggira intorno ai 2 milioni di dollari. |
| 2008 | gennaio   | 30 000 | 1 900 000 (3); 2 000 (4); 3 000 (8); 4 500 000 (19); 5 000 (21); 6 000 (24) | 6 240 837,51 (OMIR) (21); 5 787 585,19 (OMIR) (25) |
| 2008 | febbraio  | 30 000 | 7 500 000 (13); 8 500 000 (18); 16 000 000; 20 000 000 (importi elevati) (21) | |
| 2008 | marzo     | 30 000 | 24 000 (2); 25 000 (5); 46 000 (10); 70 000 (19) | 69 226 148,58 (OMIR) (17) |
| 2008 | aprile    | 30 000 | 80 000 (17); 85 000 (24); 100 000 (26) | |
| 2008 | maggio    | 30 000 (fino al 4); 168 815 333,33 (5); 187 073 022,88 (6); 190 429 449,18 (7); 204 565 727,39 (8); 210 389 632,00 (9); 216 528 794,21 (12); 224 832 332,83 (13); 236 706 849,48 (14); 246 433 371,43 (15); 255 771 415,67 (16); 275 335 294,12 (19); 303 753 731,48 (20); 337 341 911,76 (21); 369 632 426,29 (22); 405 870 411,18 (23); 434 449 294,12 (27); 486 485 294,12 (28); 529 336 764,71 (29); 580 678 132,35 (30) | 190 000 (1º); 200 000 (6); 250 000 (13); 315 000 (16); 498 000 (22); 494 000 (23); 580 000 (28); 703 000 (29); 777 500 000 (30) | Il 6 maggio 2008 il tasso di cambio ufficiale viene lasciato libero di fluttuare. |
| 2008 | giugno    | 647 863 191,18 (2); 718 489 852,94 (3); 843 884 558,82 (4); 969 647 058,82 (5); 1 105 887 222,22 (6); 1 365 130 333,33 (9); 1 679 946 944,44 (10); 2 150 078 888,89 (11); 2 904 111 111,11 (12); 3 524 549 987,29 (13); 4 276 736 111,11 (16); 4 952 500 000,00 (17); 5 817 192 485,76 (18); 6 718 055 555,56 (19); 7 437 184 423,78 (20); 8 260 031 632,83 (23); 9 005 149 886,88 (24); 9 801 839 921,51 (25); 10 594 701 303,45 (26); 11 378 472 550,24 (30)                                                                                               | 971 500 000 (1º); 1 123 000 (3); 1 221 500 000 (4); 1 964 500 000 (5); 2 159 000 (6); 2 691 588 425 (7); 3 139 382 641 (9); 4 605 736 200 (10); 5 090 337 736 (11); 5 137 128 498 (12); 6 412 613 315 (13); 7 512 863 828 (16); 9 288 500 000 (17); 13 999 000 (18); 17 743 015 150 (19); 20 269 600 000 (21); 22 952 543 340 (23); 22 835 153 651 (24); 32 603 770 511 (26); 40 928 000 (30) | 967 480 942 (OMIR) (2); 1 746 899 809 (OMIR) (3); 3 047 030 834 (OMIR) (4); 16 044 776 323 (OMIR) (19); 17 039 490 724 (OMIR) (20); 34 910 587 875 (OMIR) (23); 78 479 941 887 (OMIR) (24); 62 024 868 786 (OMIR) (25); 64 575 990 281 (OMIR) (26); 164 312 344 622 (OMIR) (30) |
| 2008 | luglio    | 12 226 034 516,65 (1º); 13 350 764 705,88 (2); 14 345 060 331,82 (3); 15 183 703 996,98 (4); 16 204 996 229,26 (7); 17 066 529 677,98 (8); 17 883 023 378,58 (9); 18 681 527 512,36 (10); 19 489 294 117,65 (11); 20 170 317 159,13 (14); 21 460 313 914,03 (15); 23 356 231 572,65 (16); 25 389 017 580,37 (17); 27 164 677 690,87 (18); 30 201 803 133,32 (21); 34 749 797 812,59 (22); 39 129 724 504,88 (23); 43 319 583 395,92 (24); 48 679 445 871,90 (25); 54 036 639 077,74 (28); 58 886 562 526,04 (29); 63 761 010,94 (30); 69 484 070 056,18 (31) | 53 049 500 000 (1º); 65 797 000 (7); 102 351 000 (8); 145 624 500 000; 151 425 393 163 (11); 193 014 500 000; 200 414 514 369 (14); 274 200 889 709 (15); 288 072 000 ; 325 110 211 (16); 324 446 338 775; 360 000 (17); 380 000 ; 430 000 (18); 600 000 (21); 650 000 (22); 750 000 (23); 555 000 (25); 758 530 000 (30); 510 000 (31)                                                       | 142 024 433 315 (OMIR) (1º); 129 140 850 245 (OMIR) (2); 109 689 985 935 (OMIR) (3); 113 028 111 843 (OMIR) (4); 202 409 619 045 (OMIR) (7); 173 176 356 278 (OMIR) (8); 126 117 317 180 (OMIR) (9); 139 534 966 792 (OMIR) (10); 189 961 549 747 (OMIR) (11); 194 840 848 150 (OMIR) (14); 236 850 692 832 (OMIR) (15); 241 421 049 361 (OMIR) (16); 270 477 236 528 (OMIR) (17); 404 332 849 598 (OMIR) (18); 502 683 475 196 (OMIR) (21); 687 860 375 011 (OMIR) (22); 495 932 559 520 (OMIR) (23); 488 452 876 313 (OMIR) (24); 619 334 351 928 (OMIR) (25); 525 086 664 547 (OMIR) (28); 456 921 446 064 (OMIR) (30); 669 809 343 407 (OMIR) (31) |

#### Ripristino dei dati di mercato
Negli ultimi mesi prima delle riforme intraprese dalla Reserve Bank of Zimbabwe il 30 aprile 2008, virtualmente tutti gli strumenti più popolari per la conversione delle valute facevano affidamento per la pubblicazione dei dati sul tasso di cambio ufficiale di 30 000 ZWD per 1 USD, malgrado le ampie differenze tra quello e i cambi del libero mercato. Il 23 maggio 2008 "Bloomberg" e "Oanda" iniziarono a pubblicare tassi di cambio fluttuanti basati sul mercato bancario interno dello Zimbabwe (formalmente regolamentato), mentre "Yahoo Finance" cominciò ad utilizzare il tasso di cambio ufficiale aggiornato in luglio, ma con il separatore dei decimali spostato di sei posizioni. I tassi di cambio così riportati riflettevano in generale il tasso di cambio ufficiale come mostrato nella tabella sopra riportata. Questi cominciarono presto a differire, sopravvalutando il dollaro dello Zimbabwe in misura sempre maggiore rispetto a mercati meno regolamentati come i mercati esteri o anche i liberi scambi di cartamoneta per le strade di Harare, riflessi sopra dai cosiddetti tassi di cambio paralleli.

### Terzo dollaro
Il 1º agosto 2008 furono rimossi 10 zeri dalla valuta, riducendo 10 miliardi di dollari (Z2$) a 1 dollaro (Z3$). Il 3 ottobre 2008 la Reserve Bank of Zimbabwe sospese temporaneamente il sistema di Real Time Gross Settlement, interrompendo i pagamenti elettronici sul mercato parallelo; il sistema venne ripristinato il 13 novembre 2008.
Dopo la sua introduzione il 1º agosto 2008, il terzo dollaro ha continuato a svalutarsi.
Nella tabella seguente si può trovare una panoramica dei tassi di cambio:
| Data | Data      | Tasso di cambio ufficiale (Z3$) | Tasso di cambio parallelo (Z3$) | Tasso di cambio OMIR (Z3$) | Note |
| ---- | --------- | --- | --- | --- | --- |
| 2008 | agosto    | 7,58 (1º); 8,11 (4); 8,94 (5); 9,92 (6); 10,93 (7); 11,90 (8); 13,19 (13); 14,52 (14); 15,80 (15); 17,49 (18); 18,84 (19); 20,08 (20); 21,55 (21); 23,29 (22); 25,34 (25); 27,66 (26); 29,91 (27); 32,05 (28); 34,83 (29) | 40,53; 51 (1º); 61 (2); 40,96; 66 (5); 74 (8); 41,79 (11); 110 (13); 64,12; 190 (14); 230 (15); 223,51; 375 (18); 420 (19); 430 (21); 460; 440 (26); 700; 650 (27); 1 400; 1 700 (29) | 49,23 (1º); 38,35 (4); 34,05 (5); 39,41 (6); 64,19 (7); 48,13 (8); 74,86 (13); 138,46 (14); 121,43 (15); 168,84 (18); 161,24 (19); 185,33 (20); 297,21 (21); 393,30 (22); 992,02 (25); 749,47 (26); 868,71 (27); 1 330,10 (28); 1 780,04 (29) | Il 1º agosto 2008 la Banca Centrale rivaluta nuovamente il dollaro dello Zimbabwe. 10 miliardi di vecchi dollari (Z2$) diventano 1 nuovo dollaro (Z3$). Si veda anche un articolo che include una lista giornaliera dei tassi di cambio paralleli nel mese di agosto 2008. |
| 2008 | settembre | 37,15 (1º); 39,59 (2); 42,72 (3); 45,53 (4); 48,79 (5); 52,71 (8); 58,10 (9); 62,47 (10); 67,52 (11); 71,40 (12); 77,69 (15); 83,57 (16); 88,70 (17); 92,97 (18); 96,43 (19); 101,57 (22); 105,43 (23); 109,48 (24); 114,61 (25); 118,76 (26); 125,75 (29); 132,25 (30)                                                                            | 2 000; 2 498 (1º); 2 800; 3 650 (2); 4 300 (3); 4 500 (4); 4 800; 5 700; 7 500 (5); 8 500 (8); 14 000 (9); 20 000; 29 000 (11); 30 000 (12); 34 000 (15); 22 000; 34 000 (16); 33 000 (18); 65 059; 59 652 (22); 80 754 (23); 140 251; 135 368 (24); 271 915; 1 000 (cash) (25); 271 593 (26); 554 915; 360 707 (29) | 3 362 (1º); 3 949 (2); 4 311 (3); 5 085 (4); 11 815 (5); 13 583 (8); 11 608 (9); 14 936 (10); 25 384 (11); 19 788 (12); 18 888 (15); 11 633 (16); 22 837 (17); 34 606 (18); 37 997 (19); 79 816 (22); 131 237 (23); 270 794 (24); 247 618 (25); 266 075 (26); 557 362 (29); 592 416 (30) | |
| 2008 | ottobre   | 138,14 (1º); 145,62 (2); 153,10 (3); 160,46 (6); 167,68 (7); 176,33 (8); 183,19 (9); 198,93 (13); 208,65 (14); 217,72 (15); 229,90 (16); 244,05 (17); 266,40 (20); 290,92 (21); 316,56 (22); 345,18 (23); 507,24 (28); 558,53 (29); 619,52 (30) | 790 510; 1 000 (1º); 4 000 (cash) (3); 11 000 (cash) (11); 50 000 (16); 100 000 ; 20 000 (cash) (20); 50 000 (cash) (24); 11 939 980 000; 25 137 (cash) (25); 69 127 (cash) (27); 90 000 (cash) (29) | 1 418 021 (1º); 841 881 (2); 660 732 (3); 1 715 118 (6); 2 305 440 (7); 2 045 021 (8); 3 161 381 (9); 4 183 564 (10); 7 667 426 (13); 10 706 802 (14); 20 129 927 (15); 66 418 944 (16); 121 013 052 (17); 333 500 825 (20); 1 220 071 643 (21); 3 178 696 865 (22); 26 867 910 902 (23); 98 339 944 470 (24); 101 338 478 626 (27 am); 70 547 871 952 (27 pm); 233 621 089 202 (28 am); 250 783 986 568 (28 pm); 509 148 077 013 (29 am); 916 918 295 246 (29 pm); 2 443 676 912 678 (30 am); 3 949 870 500 674 (30 pm); 6 674 757 281 553 (31 am); 11 851 630 480 952 (31 pm) | I pagamenti elettronici (tramite RTGS) vengono sospesi dalla Banca Centrale il 3 ottobre 2008. I fondi non possono essere trasferiti tra le banche, bloccando effettivamente i tassi di cambio paralleli. |
| 2008 | novembre  | 769,68 (3); 851,74 (4); 922,96 (5); 1 024,63 (6); 2 850,37 (7); 4 651,33 (10); 6 626,39 (11); 8 399,31 (12); 10 788,70 (13); 13 469,56 (14); 17 398,16 (17); 25 593,66 (18); 30 320,43 (19); 34 912,83 (20); 38 128,72 (21); 44 182,50 (24); 49 237,71 (25); 56 197,60 (26); 62 761,43 (27); 70 197,01 (28)                                        | 100 000 (cash) (5); 30 000 ; 200 000 (cash) (7); 28 400 000 (12); 400 000 (cash) (12); 650 000 (cash) (14); 1 200 000 (cash) (24) | 12 405 270 255 015 (3 am); 35 179 473 949 600 (3 pm); 118 066 516 958 323 (4 am); 216 162 327 532 185 (4 pm); 267 539 344 335 978 (5 am); 225 497 447 368 896 (5 pm); 193 012 615 772 476 (6 am); 134 838 399 549 100 (6 pm); 182 325 758 081 729 (7 am); 663 325 716 143 026 (7 pm); 1 680 757 577 947 650 (10 am); 22 410 101 039 302 100 (10 pm); 44 754 638 846 288 100 (11 am); 27 157 406 063 618 700 (11 pm); 18 237 844 841 170 300 (12 am); 12 981 054 269 303 500 (12 pm); 19 148 534 621 367 600 (13 am); 41 974 524 821 395 400 (13 pm); 62 136 238 923 283 400 (14 am); 183 025 618 461 867 000 (14 pm); 251 649 721 203 565 000 (17 am); 642 371 437 695 221 000 (17 pm); 661 229 327 046 568 000 (18 am); 447 591 739 042 251 000 (18 pm); 439 481 070 796 885 000 (19); 12 617 983 349 233 500 (20) | Il 13 novembre 2008 la Banca Centrale pone fine alla sospensione del sistema di regolamento lordo in tempo reale (Real Time Gross Settlement System - RTGS). Il 26 novembre 2008 il sistema RTGS non è ancora operativo, in parte a causa del mancato pagamento da parte del governo dello Zimbabwe della società responsabile per la fornitura del sistema. La Borsa Valori dello Zimbabwe (ZSE), e di conseguenza il tasso di cambio OMIR, crolla il 20 novembre 2008, quando le accuse di manipolazione del mercato diventano pubbliche. Il direttore generale della ZSE, Emmanuel Munyukwi, rivela che un gran numero di assegni (da milioni di miliardi, miliardi di miliardi e migliaia di miliardi di miliardi) erano stati respinti. Dal 20 novembre 2008 i titoli azionari della società "Old Mutual Plc" non vengono più negoziati, rendendo così indisponibili i tassi di cambio OMIR. Si stima che il 25 novembre 2008 il tasso di cambio OMIR sarebbe stato pari a 649 374 262 960 211. |
| 2008 | dicembre  | 76 620,00 (1º); 83 613,46 (2); 89 826,13 (3); 100 330,21 (4); 111 126,89 (5); 128 734,67 (8); 140 085,70 (9); 154 661,25 (10); 226 954,13 (11); 404 294,50 (12); 925 825,00 (17); 1 151 656,00 (18); 1 423 462,00 (19); 1 748 530,00 (23); 2 133 117,00 (24); 2 772 250,00 (29); 3 641 246,00 (30); 4 894 167,00 (31)                              | 2 000 000 (cash) (2); 5 300 000 (cash) (4); 10 000 000 (cash) (5); 25 000 000 (cash) (9); 30 000 000 (cash) (10); 60 000 000 (cash) (12); 150 000 000 (cash) (16); 200 000 000 (cash) (17); 600 000 000 (cash) (19); 9 000 000 (cash) (22); 2 000 000 (cash) (24)                                                    | | |
| 2009 | gennaio   | 5 601 509 (2); 6 386 667 (5); 8 042 778 (7); 8 676 674 (8); 9 326 444 (9); 10 148 113 (12); 11 171 474 (13); 13 856 763 (14); 15 273 676 (15); 16 744 890 (16); 18 683 139 (19); 20 215 883 (20); 25 599 608 (21); 30 577 532 (22); 36 844 444 (23); 44 796 944 (26); 415 888 889 (27); 1 407 917 306 (28); 3 429 836 806 (29); 7 039 188 034 (30) | 5 050 505 (2); 40 000 (12); 3 000 (15); 1 000 (16); 5 000 (21); 10 000 (22); 13 000 (23); 30 000 (27); 40 000 (28); 100 000 (29) | 35 000 (1º) | |
| 2009 | febbraio  | 12 336 416 667 (2) | 250 000 000 (1º); 300 000 ; 12 626 265 000 (2) | 150 000 (1º) | |

### Quarto dollaro
Il 2 febbraio 2009 la Banca Centrale ha annunciato l'eliminazione di ulteriori 12 zeri dalla valuta: mille miliardi di vecchi dollari (Z3$) vengono cambiati con 1 nuovo dollaro (Z4$).
| Data | Data      | Tasso di cambio ufficiale | Tasso di cambio parallelo       | Tasso di cambio delle Nazioni Unite | Note |
| ---- | --------- | --- | ------------------------------- | ----------------------------------- | --- |
| 2009 | febbraio  | 22,00 (3); 24,51 (4); 28,54 (5); 32,19 (6); 35,34 (9); 38,80 (10); 42,32 (11); 46,07 (12); 49,87 (13); 53,00 (16); 58,04 (17); 62,70 (18); 66,49 (19); 71,31 (20); 76,22 (23); 81,58 (24); 86,15 (25); 91,39 (26); 95,42 (27)                                                         | 300 (2); 0,01265 (3); 24,76 (4) | 150 000 (5)                         | Il 3 febbraio 2009 la Banca Centrale rivaluta nuovamente il dollaro. Mille miliardi di vecchi dollari (Z3$) diventano 1 nuovo dollaro (Z4$). Il 19 febbraio 2009 riapre la Borsa di Harare (ZSE), dopo circa tre mesi di chiusura. Tutte le transazioni avverranno in USD. |
| 2009 | marzo     | 99,67 (2); 103,29 (3); 108,01 (4); 113,12 (5); 117,26 (6); 121,85 (9); 126,11 (10); 131,00 (11); 134,92 (12); 138,58 (13); 143,42 (16); 150,52 (17); 156,69 (18); 163,34 (19); 170,39 (20); 177,25 (23); 186,61 (24); 193,52 (25); 199,76 (26); 206,74 (27); 209,62 (30); 213,07 (31) |                                 |                                     | |
| 2009 | aprile    | 221,29 (1º); 225,83 (2); 230,68 (3); 238,94 (6); 244,81 (7); 245,21 (8); 249,40 (9); 255,19 (14); 259,10 (15); 263,94 (16); 266,64 (17); 271,04 (20); 286,68 (22); 288,65 (23); 294,18 (24); 306,68 (29); 309,31 (30)                                                                 |                                 |                                     | Il 12 aprile 2009 il dollaro zimbabwese viene sospeso. |
| 2009 | maggio    | 315,23 (4); 319,13 (5); 328,36 (6); 320,02 (7); 326,26 (8); 329,65 (11); 332,26 (12); 336,46 (13); 345,12 (14); 350,30 (15); 350,30 (18); 354,58 (19); 357,48 (20); 360,64 (21); 363,14 (22); 365,95 (27); 369,70 (28); 375,22 (29)                                                   | 322,355 (5)                     |                                     | |
| 2009 | giugno    | 380,01 (1); 380,24 (2); 378,59 (3); 371,32 (4); 371,68 (5); 370,16 (8); 367,83 (9); 366,49 (10); 364,81 (11); 363,82 (12); 362,12 (15); 363,48 (16); 364,48 (17); 363,01 (18); 362,18 (19); 362,72 (22); 366,20 (23); 368,29 (24); 369,05 (25); 369,10 (26); 372,66 (29); 373,38 (30) |                                 |                                     | |
| 2009 | luglio    | 372,56 (1º); 367,99 (2); 368,78 (3); 382,00 (6); 376,00 (7); 373,48 (8); 372,02 (9); 371,37 (10); 370,72 (13); 370,66 (14); 371,01 (15); 371,39 (16); 371,98 (17); 371,55 (20); 373,81 (21); 360,55 (22); 353,99 (23); 364,48 (27); 358,77 (28); 358,71 (29); 363,07 (31)             |                                 |                                     | |
| 2009 | agosto    | 363,30 (3); 366,00 (4); 366,13 (5); 361,68 (6); 362,30 (7); 361,80 (12); 362,04 (13); 361,82 (14); 361,84 (17); 362,09 (18); 362,24 (19); 362,33 (20); 362,19 (21); 361,84 (24); 362,34 (25); 362,20 (26); 362,45 (27); 361,62 (28); 361,59 (31)                                      |                                 |                                     | |
| 2009 | settembre | 359,00 (1); 360,90 (2); 361,08 (3); 356,50 (4); 360,51 (8); 360,91 (9); 361,02 (10); 360,99 (11); 361,02 (14); 361,02 (15); 361,02 (16); 361,02 (17); 361,02 (18); 360,90 (21); 359,85 (22); 362,21 (23); 362,15 (24); 362,37 (28); 362,37 (29); 362,37 (30)                          |                                 |                                     | |
| 2009 | ottobre   | 362,370 (1); 361,90 (2); 361,90 (5); 361,90 (6); 361,90 (7); 361,90 (8); 361,90 (12); 361,90 (13); 361,90 (14); 361,90 (15); 361,90 (16); 361,90 (20); 361,90 (21); 361,90 (22); 361,90 (23); 361,90 (26); 361,90 (27); 361,90 (28); 361,90 (30);                                     |                                 |                                     | |